# Arnaud Romera
Pour les articles homonymes, voir Romera.
Arnaud Romera, né en 1970 à L'Isle-Adam, est un journaliste sportif français spécialiste des sports de combat. Il travaille pour France Télévisions de 1998 à 2017. De décembre 2018 à mars 2020, il est le premier président de la Ligue de boxe professionnelle.

## Biographie

### Jeunesse
Arnaud Romera est originaire de Persan, ville située dans le Val-d'Oise. À partir de 5 ans, il pratique le judo et ne rate aucun entraînement. A 15 ans, il fait partie des meilleurs Français de sa catégorie (plusieurs fois champion du Val-d'Oise, d’Île-de-France, champion de France UNSS) mais alors qu'il doit intégrer le sport-étude d’Orléans, les médecins relèvent un grave problème de dos. Il a une scoliose très prononcée et doit porter un corset pendant six mois. Il n'a plus jamais porté de kimono.
Parallèlement, son père devenu président du club de Judo lui inculque sa passion pour la boxe. Il l’emmène voir avec son frère tous les champions de Picardie, riche en combattants de talent (Robert Amaury, Jean-Claude Souris, Alain Marion… tous champions de France pros, certains champions d’Europe). Son père leur apprend les rudiments de la boxe mais il refuse qu'ils fassent de la compétition.
Cette passion pour la boxe le poussait même à se lever à 3 heures du matin pour suivre les grands combats américains diffusés sur Canal+. Il les regardait même en « brouillé », faute de décodeur. Pour ses 18 ans, son père lui offrit alors un décodeur.

### Formation
Il obtient un Bac B mention Bien, fait une année à Sciences Po Bordeaux puis entre à l’École de journalisme de Bordeaux pour y obtenir un DUT de journalisme en deux ans.

### Carrière journalistique
À 21 ans, il est journaliste professionnel et commence à travailler en presse écrite à Sud Ouest puis à la télé régionale France 3 Picardie. Pendant sept ans, il travaille à la pige dans différentes chaînes (France 3, M6, Canal+). Il se spécialise ensuite dans le magazine et le grand reportage (Zone interdite ou Des racines et des ailes…).
En 1998, il est embauché par le service des sports de France Télévision. À la suite du départ en retraite de Pierre Fulla, personne n’est intéressé pour suivre ses rubriques, notamment les sports de combat, Arnaud Romera se spécialise alors dans les sports de combat.
Il devient ensuite chef du service Sports de combat. Il couvre notamment trois Tour de France et cinq éditions des Jeux olympiques (Sydney 2000, Athènes 2004, Pékin 2008, Londres 2012 et Rio 2016). Durant les Jeux olympiques, il commente la boxe, l'haltérophilie, le judo, la lutte et le taekwondo.
Il est régulièrement présent dans l'émission du dimanche Stade 2 pour proposer des reportages sur les sports de combat.
De 1999 à 2017, il couvre également 13 éditions du Rallye Dakar. En 2016, il suit la compétition en voiture au cœur de la course avec Claire Vocquier-Ficot. En 2017, il s'intéresse aux concurrents en difficulté sur les routes sud-américaines.
En 2017, en désaccord avec la nouvelle ligne éditoriale du service des sports, il quitte France Télévisions pour se consacrer à sa grande passion : la boxe.

### Dirigeant de boxe
Il devient consultant au sein de la société de promotion Asloum Event qui organise de grands évènements de boxe pour RMC Sport.
Le 4 décembre 2018, seul candidat, il est élu président de la nouvelle Ligue de boxe professionnelle. Il démissionne de ce poste en mars 2020 pour retrouver une activité professionnelle, après avoir occupé ce poste bénévolement durant quinze mois.

## Distinctions
Il a obtenu trois micros d’or de meilleur reportage sportif de l’année dans la catégorie magazine TV en 2002, 2004 et 2008 pour des sujets sports de combat.